# Koffi Dan Kowa
Koffi Dan Kowa (sinh ngày 19 tháng 9 năm 1989 ở Accra, Ghana) là một cầu thủ bóng đá người Niger hiện tại thi đấu cho Hapoel Nazareth Illit ở Liga Leumit.

## Sự nghiệp
Anh bắt đầu sự nghiệp chuyên nghiệp cùng với Sahel SC, trước khi trải qua 3 mùa giải cùng với Espérance Sportive de Zarzis ở Tunisia.
Vào tháng 8 năm 2013, Kowa ký bản hợp đồng 3 năm cùng với Bidvest Wits thi đấu ở Premier Soccer League của Nam Phi.

## Sự nghiệp quốc tế
Kowa là thành viên của đội tuyển quốc gia Niger. Anh đại diện đội tuyển thi đấu tại Cúp bóng đá châu Phi 2012.

### Bàn thắng quốc tế
Tỉ số và kết quả liệt kê bàn thắng của Niger trước.
| Bàn thắng | Thời gian            | Địa điểm                                           | Đối thủ | Tỉ số | Kết quả | Giải đấu                                     |
| --------- | -------------------- | -------------------------------------------------- | ------- | ----- | ------- | -------------------------------------------- |
| 1.        | 19 tháng 6 năm 2010  | Sân vận động Général-Seyni-Kountché, Niamey, Niger | Tchad   | 1–1   | 1–1     | Giao hữu                                     |
| 2.        | 4 tháng 9 năm 2011   | Sân vận động Général-Seyni-Kountché, Niamey, Niger | Nam Phi | 1–0   | 2–1     | Vòng loại Cúp bóng đá châu Phi 2012          |
| 3.        | 17 tháng 10 năm 2015 | Sân vận động Général-Seyni-Kountché, Niamey, Niger | Togo    | 2–0   | 2–0     | Vòng loại Giải vô địch bóng đá châu Phi 2016 |
| 4.        | 25 tháng 10 năm 2015 | Sân vận động Kégué, Lomé, Togo                     | Togo    | 1–0   | 1–1     | Vòng loại Giải vô địch bóng đá châu Phi 2016 |
| 5.        | 4 tháng 9 năm 2016   | Sân vận động Général-Seyni-Kountché, Niamey, Niger | Burundi | ?     | 3–1     | Vòng loại Cúp bóng đá châu Phi 2017          |